# Victor Hillmann Despíndola
Victor Hillmann Despíndola (ur. 27 kwietnia 1990 we Florianópolis) – brazylijski siatkarz, grający na pozycji libero. Od sezonu 2015/2016 występował w drużynie Super Vôlei Santo André.